# Tadousse (Pyrénées-Atlantiques)
Pour les articles homonymes, voir Tadousse.
Tadousse est une ancienne commune française du département des Pyrénées-Atlantiques. En 1831, la commune fusionne avec Ussau pour former la nouvelle commune de Tadousse-Ussau.

## Géographie
Tadousse est situé à l'extrême nord-est du département et à l'est de Garlin.

## Toponymie
Le toponyme Tadousse apparaît sous les formes 
Tadeossa (XIIIe siècle, fors de Béarn), 
Thedeosse (1343, hommages de Béarn), 
Tedeosse et Tadoose (respectivement 1385 et 1402, censier de Béarn), 
Tadaosse (1443, contrats de Carresse), 
Tadossa, Tadoze, Tadoza et Tadosse (respectivement vers 1540, 1542 pour les deux formes suivantes et 1546, réformation de Béarn).

## Histoire
Paul Raymond note qu'en 1385, Tadousse dépendait du bailliage de Lembeye et comptait 21 feux.

## Démographie
| 1793 | 1800 | 1806 | 1821 |
| ---- | ---- | ---- | ---- |
| 181  | 154  | -    | 163  |

## Culture et patrimoine

### Patrimoine civil
À Tadousse, un fossé, datant du XIIIe siècle, témoigne de l'emplacement du village neuf (initial).
La demeure dite maison Larrey date du début du XIIIe siècle. Elle servit successivement de mairie puis d'école.

### Patrimoine religieux
L'église Notre-Dame date semble-t-il, du XVIIe siècle. Elle recèle du mobilier inscrit à l'Inventaire général du patrimoine culturel.

## Pour approfondir